# Альбомна дискографія Шер
Американська артистка Шер випустила 26 студійних альбомів, десять збірок, чотири альбоми з саундтреками і три концертні альбоми. 1964 року Шер підписала контракт на запис з Imperial Records, лейблом, що належить Liberty Records. Після успіху її першого великого синглу «All I Really Want to Do», написаного Бобом Діланом вона і її тодішній чоловік Сонні Боно працювали над її першим альбомом «All I Really Want to Do», що вийшов 1965 року. Альбом досяг шістнадцятої сходинки в чарті Billboard 200 і сьомої сходинки в UK Albums Chart. Після великого успіху синглу «I Got You Babe» лейбл звукозапису запропонував Шер записати другий альбом, «The Sonny Side of Chér» (1966). Запис потрапив у топ-30 чартів декількох країн. Альбоми «Chér» (1966) і «With Love, Chér» (1967) були менш успішними в музичних чартах. Альбом «Backstage» і перша офіційна збірка Шер «Cher's Golden Greats» (1968) стали останніми у співпраці лейблом з Imperial, вони отримали негативні відгуки критиків і були комерційно провальними. 1969 року Шер підписала контракт з Atco Records і випустила два альбоми: 3614 Jackson Highway, що отримав визнання критиків, і її перший альбом-саундтрек «Chastity» до однойменного фільму; обидва також були комерційно провальними.
Шер увійшла в 1970-ті, випустивши альбом «Gypsys, Tramps & Thieves» (1971), який вийшов під лейблом Kapp Records, який пізніше став частиною MCA Records. Платівка виявилася критично і комерційно успішною, вона посіла 16 сходинку в Billboard 200 і першою, серед її сольних альбомів, отримала золоту сертифікацію від Асоціації звукозаписної індустрії Америки (RIAA). Наступного року вона випустила менш успішний восьмий студійним альбом «Foxy Lady». 1973 року Шер випустила дві платівки: «Bittersweet White Light» (останній альбом, який продюсував Сонні Боно) і «Half-Breed», її другий «золотий» альбом в США. 1974 року вийшов її менш успішний в музичних чартах одинадцятий студійний альбом «Dark Lady». Після розставання з Сонні Шер підписала новий контракт на звукозаписи вартістю 2,5 мільйона доларів і комерційну угода з Warner Bros. Records. З 1975 по 1977 роки співачка випустила серію критично і комерційно невдалих альбомів: «Stars», «I'd Rather Believe in You», «Cherished» і «Two the Hard Way» (зі своїм тодішнім чоловіком Греггом Оллменом), що вважається найнижчою точкою в її кар'єрі. У 1979 році Шер підписала контракт з Casablanca Records і випустила свій п'ятнадцятий альбом «Take Me Home», який отримав золоту сертифікацію в Сполучених Штатах. Альбом «Prisoner» 1979 року був менш успішним, ніж його попередник. На початку 1980-х Шер сформувала гурт під назвою «Black Rose», що випустив свій перший і єдиний альбом «Black Rose». 1982 року Columbia Records випустила альбом Шер «I Paralyze», після цього через зниження продажів альбомів і відсутність успішних синглів Шер вирішила зосередитися на своїй акторській кар'єрі.
У 1987 році Шер підписала контракт з Geffen Records і випустила свій перший за п'ять років альбом «Cher», який мав успіх в музичних чартах і отримав платинову сертифікацію від RIAA. Її дев'ятнадцятий студійний альбом «Heart of Stone» (1989) посів першу сходинку в чарті Австралії і потрапив у топ-10 в декількох інших країнах, отримавши мультиплатиновий статус і став найпродаванішим альбомом Шер на той час. 1991 року Шер випустила свій двадцятий студійний альбом «Love Hurts», який став першим альбомом співачки «номером один» в чарті Великої Британії, а також очолив альбомні чарти кількох інших європейських країн. Однак в Північній Америці він був менш успішним. П'ята офіційна збірка Шер і її остання робота з Geffen, «Greatest Hits: 1965–1992», вийшла за межами Північної Америки і стала її другим альбомом «номер один» підряд у Великій Британії і потрапила у топ-10 в багатьох країнах світу. 1995 року співачка підписала контракт з лейблом Warner Bros., який став її основною компанією звукозапису. Першим релізом Шер з Warner Bros. став її двадцять перший студійний альбом «It's a Man's World» (1995), який виявився менш успішним, ніж його попередники. Двадцять другий студійний альбом Шер «Believe», що вийшов наприкінці 1998 року, оголошений її «альбомом-поверненням», став найпродаванішим студійним альбомом співачки за всю її кар'єру, в усьому світі розійшлося приблизно 20 мільйонів копій. Збірка 1999 року «The Greatest Hits», що вийшла за межами Сполучених Штатів, стала лідером міжнародних чартів. Шер увійшла в 2000-ні з випуском свого незалежного альбому «not.com.mercial», який вона продавала суто через свій офіційний сайт. У 2001/02 році Шер випустила свій двадцять четвертий студійний альбом «Living Proof», який посів в Billboard 200 дев'яту сходинку і отримав золоту сертифікацію. Залишивши лейбл Warner UK, у вересні 2003 року Шер підписала світової контракт з американським підрозділом Warner Bros. Records. Альбом «Very Best of Cher», вийшов того ж року, мав успіх в чартах і отримав подвійну платину у Сполучених Штатах. Третій альбом саундтреків співачки з музичного фільму «Бурлеск», що вийшов у 2010 році, отримав золоту сертифікацію від RIAA. Студійний альбом Шер, «Closer to the Truth», вийшов у вересні 2013 року, став її найрейтинговішим сольним альбомом, коли дебютував під «номером три» в Billboard 200. Останній студійний альбом Шер, «Dancing Queen», вийшов 28 вересня 2018 року, він також дебютував під «номером три», його продажі за перший тиждень склали 153 000 копій, що стало найвищим показником продажів в Сполучених Штатах серед дебютних альбомів Шер, а також принесло їй найбільші продажі серед жіночих дебютних поп-альбомів в Сполучених Штатах у 2018 році.
Шер продала понад 100 мільйонів платівок в усьому світі і визнана однією з найпродаваніших у світі виконавців-жінок всіх часів.

## Альбоми

### Студійні альбоми
| Назва                                       | Інформація                                                                                        | Позиції у чартах | Позиції у чартах | Позиції у чартах | Позиції у чартах | Позиції у чартах | Позиції у чартах | Позиції у чартах | Позиції у чартах | Позиції у чартах | Позиції у чартах | Позиції у чартах | Сертифікації |
| Назва                                       | Інформація                                                                                        | США              | Австралія        | Австрія          | Канада           | Данія            | Німеччина        | Нова Зеландія    | Іспанія          | Швеція           | Швейцарія        | Велика Британія  | Сертифікації |
| ------------------------------------------- | ------------------------------------------------------------------------------------------------- | ---------------- | ---------------- | ---------------- | ---------------- | ---------------- | ---------------- | ---------------- | ---------------- | ---------------- | ---------------- | ---------------- | --- |
| All I Really Want to Do                     | - Реліз: 16 жовтня 1965 - Лейбл: Imperial, Liberty - Формати: LP, CD                              | 16               | —                | —                | —                | —                | —                | —                | —                | —                | —                | 7                | |
| The Sonny Side of Chér                      | - Реліз: Лютий, 1966 - Лейбл: Imperial, Liberty - Формати: LP, CD                                 | 26               | —                | —                | —                | —                | —                | —                | —                | —                | —                | 11               | |
| Chér                                        | - Реліз: Жовтень, 1966 - Лейбл: Imperial, Liberty - Формати: LP, CD                               | 59               | —                | —                | —                | —                | —                | —                | —                | —                | —                | —                | |
| With Love, Chér                             | - Реліз: Листопад, 1967 - Лейбл: Imperial, Liberty - Формати: LP, CD                              | 47               | —                | —                | —                | —                | —                | —                | —                | —                | —                | —                | |
| Backstage                                   | - Реліз: Липень, 1968 - Лейбл: Imperial, Liberty - Формати: LP, CD                                | —                | —                | —                | —                | —                | —                | —                | —                | —                | —                | —                | |
| 3614 Jackson Highway                        | - Реліз: 20 червня, 1969 - Лейбл: Atco, Rhino - Формати: LP, CD                                   | 160              | —                | —                | —                | —                | —                | —                | —                | —                | —                | —                | |
| Gypsys, Tramps & Thieves[A]                 | - Реліз: September, 1971 - Лейбл: Kapp, MCA, Universal - Формати: LP, касета, 8-Track, Reel, CD   | 16               | 43               | —                | 14               | —                | —                | —                | —                | —                | —                | —                | - США: Золото[A] |
| Foxy Lady                                   | - Реліз: 10 липня 1972 - Лейбл: Kapp, MCA - Формати: LP, касета, 8-Track, Reel, CD                | 43               | —                | —                | 39               | —                | —                | —                | —                | —                | —                | —                | |
| Bittersweet White Light                     | - Реліз: Квітень, 1973 - Лейбл: MCA - Формати: LP, касета, 8-Track, CD                            | 140              | —                | —                | —                | —                | —                | —                | —                | —                | —                | —                | |
| Half-Breed                                  | - Реліз: Вересень, 1973 - Лейбл: MCA - Формати: LP, касета, 8-Track, Reel, CD                     | 28               | 65               | —                | 21               | —                | —                | —                | —                | —                | —                | —                | - США: Золото |
| Dark Lady                                   | - Реліз: Травень, 1974 - Лейбл: MCA - Формати: LP, касета, 8-Track, CD                            | 69               | 86               | —                | 33               | —                | —                | —                | —                | —                | —                | —                | |
| Stars                                       | - Реліз: 19 квітня 1975 - Лейбл: Warner Bros. - Формати: LP, 8-Track, касета                      | 153              | 100              | —                | —                | —                | —                | —                | —                | —                | —                | —                | |
| I'd Rather Believe in You                   | - Реліз: Жовтня, 1976 - Лейбл: Warner Bros. - Формати: LP, 8-Track, касета                        | —                | —                | —                | —                | —                | —                | —                | —                | —                | —                | —                | |
| Cherished                                   | - Реліз: Вересень, 1977 - Лейбл: Warner Bros. - Формати: LP, 8-track, касета                      | —                | —                | —                | —                | —                | —                | —                | —                | —                | —                | —                | |
| Take Me Home                                | - Реліз: 25 січня 1979 - Лейбл: Casablanca, Philips - Формати: LP, касета, 8-track, CD            | 25               | —                | —                | 24               | —                | —                | —                | —                | —                | —                | —                | - США: Золото |
| Prisoner                                    | - Реліз: 22 жовтня 1979 - Лейбл: Casablanca - Формати: LP, касета, 8-Track, CD                    | —                | —                | —                | —                | —                | —                | —                | —                | —                | —                | —                | |
| I Paralyze                                  | - Реліз: 28 травня 1982 - Лейбл: Columbia - Формати: LP, касета, 8-track, CD                      | —                | —                | —                | —                | —                | —                | —                | —                | —                | —                | —                | |
| Cher                                        | - Реліз: 10 листопада 1987 - Лейбл: Geffen - Формати: LP, касета, CD                              | 32               | 32               | —                | 39               | —                | —                | —                | —                | 44               | —                | 26               | - США: Платина[B] - Австралія: Золото[C] - Велика Британія: Золото |
| Heart of Stone                              | - Реліз: 19 червня 1989 - Лейбл: Geffen - Формати: LP, касети, CD                                 | 10               | 1                | 15               | 17               | —                | 19               | 7                | —                | 19               | —                | 7                | - США: 3× Платина - Австралія: 4× Платина[C] - Канада: 4× Платина - Нова Зеландія: Платина - Швеція: Золото - Велика Британія: Платина |
| Love Hurts                                  | - Реліз: 18 червня 1991 - Лейбл: Geffen - Формати: LP, касета, CD                                 | 48               | 15               | 1                | 29               | 3                | 6                | 4                | —                | 4                | 3                | 1                | - США: Золото - Австралія: Платина[C] - Австрія: Платина - Канада: Платина - Німеччина: Платина - Нова Зеландія: Платина - Швеція: Платина - Швейцарія: Платина - Велика Британія: 3× Платина                                                              |
| It's a Man's World                          | - Реліз: 6 листопада 1995 - Лейбл: WEA, Reprise - Формати: LP, касета, CD                         | 64               | —                | 8                | 46               | —                | 74               | —                | —                | 18               | —                | 10               | - Велика Британія: Золото |
| Believe                                     | - Реліз: 10 листопада 1998 - Лейбл: WEA, Warner Bros. - Формати: LP, касета, CD, мінідиск         | 4                | 13               | 1                | 1                | 1                | 1                | 1                | 2                | 2                | 2                | 7                | - США: 4× Платина - Австралія: 2× Платина - Австрія: Платина - Канада: 6× Платина - Данія: 7× Платина - Німеччина: 2× Платина - Нова Зеландія: 2× Платина - Іспанія: 4× Платина - Швеція: 3× Платина - Швейцарія: 2× Платина - Велика Британія: 2× Платина |
| not.com.mercial[D]                          | - Реліз: 8 листопада 2000 - Лейбл: Artistdirect - Формати: CD, цифрове завантаження               | —                | —                | —                | —                | —                | —                | —                | —                | —                | —                | —                | |
| Living Proof                                | - Реліз: 19 листопада 2001 - Лейбл: WEA, Warner Bros. - Формати: CD, касета, цифрове завантаження | 9                | 68               | 19               | 64               | 38               | 13               | 26               | 17               | 29               | 16               | 46               | - США: Золото - Данія: Золото - Німеччина: Золото - Іспанія: Платина - Швеція: Золото - Швейцарія: Золото - Велика Британія: Золото |
| Closer to the Truth                         | - Реліз: 24 вересня 2013 - Лейбл: Warner Bros. - Формати: CD, цифрове завантаження, LP            | 3                | 17               | 11               | 4                | 26               | 6                | —                | 32               | 45               | 11               | 4                | - Канада: Золото - Велика Британія: Срібло |
| Dancing Queen                               | - Реліз: 28 вересня 2018 - Лейбл: Warner Bros. - Формати: CD, цифрове завантаження, LP            | 3                | 2                | 4                | 2                | —                | 5                | 2                | 2                | 7                | 6                | 2                | - Канада: Золото - Велика Британія: Срібло |
| "—" означає, що альбом не потрапив до чарту |                                                                                                   |                  |                  |                  |                  |                  |                  |                  |                  |                  |                  |                  | |

### Збірки
| Назва                                              | Інформація                                                                                | Позиції у чартах | Позиції у чартах | Позиції у чартах | Позиції у чартах | Позиції у чартах | Позиції у чартах | Позиції у чартах | Позиції у чартах | Позиції у чартах | Позиції у чартах | Позиції у чартах | Сертифікації |
| Назва                                              | Інформація                                                                                | США              | Австралія        | Австрія          | CAN              | DEN              | Німеччина        | Нова Зеландія    | Іспанія          | Швеція           | Швейцарія        | Велика Британія  | Сертифікації |
| -------------------------------------------------- | ----------------------------------------------------------------------------------------- | ---------------- | ---------------- | ---------------- | ---------------- | ---------------- | ---------------- | ---------------- | ---------------- | ---------------- | ---------------- | ---------------- | --- |
| Cher's Golden Greats                               | - Реліз: 1968 - Лейбл: Imperial, Liberty - Формати: LP                                    | 195              | —                | —                | —                | —                | —                | —                | —                | —                | —                | —                | |
| Superpack Vol. 1                                   | - Реліз: 1972 - Лейбл: United Artists - Формати: LP                                       | 92               | —                | —                | —                | —                | —                | —                | —                | —                | —                | —                | |
| Superpack Vol. 2                                   | - Реліз: 1972 - Лейбл: United Artists - Формати: LP                                       | 95               | —                | —                | —                | —                | —                | —                | —                | —                | —                | —                | |
| Greatest Hits                                      | - Реліз: Жовтень, 1974 - Лейбл: MCA - Формати: LP, касета, CD                             | 152              | 100              | —                | —                | —                | —                | —                | —                | —                | —                | —                | |
| Greatest Hits: 1965–1992[E]                        | - Реліз: 9 листопада 1992 - Лейбл: Geffen - Формати: LP, CD                               | —                | 48               | 6                | —                | 7                | 16               | 6                | 23               | 3                | 19               | 1                | - Австрія: Золото - Німеччина: Золото - Нова Зеландія: 4× Платина - Швеція: Платина - Швейцарія: Золото - Велика Британія: 3× Платина                                                                                     |
| If I Could Turn Back Time: Cher's Greatest Hits[F] | - Реліз: 9 березня 1999 - Лейбл: Geffen - Формати: CD, цифрове завантаження               | 57               | —                | —                | 40               | 2                | —                | —                | —                | —                | —                | —                | - США: Золото |
| The Greatest Hits[G]                               | - Реліз: 30 листопада 1999 - Лейбл: WEA - Формати: CD, цифрове завантаження, мінідиск     | —                | 5                | 1                | 17               | 1                | 1                | 15               | 5                | 4                | 2                | 7                | - Австралія: 3× Платина - Австрія: Платина - Канада: Платина - Данія: 5× Платина - Німеччина: Платина - Нова Зеландія: Платина - Іспанія: Платина - Швеція: 2× Платина - Швейцарія: Платина - Велика Британія: 2× Платина |
| The Very Best of Cher                              | - Реліз: 1 квітня 2003 - Лейбл: Warner Bros. / W.S.M. - Формати: CD, цифрове завантаження | 4                | 12               | 17               | 18               | 10               | 31               | —                | —                | 2                | 10               | 17               | - США: 2× Платина - Австралія: 2× Платина - Канада: Платина - Данія: Золото - Швеція: Платина - Велика Британія: Золото                                                                                                   |
| Gold                                               | - Реліз: 1 березня 2005 - Лейбл: Geffen - Формати: CD, digital download                   | —                | —                | —                | —                | —                | —                | —                | —                | 34               | —                | —                | - Велика Британія: Срібло |
| Icon                                               | - Реліз: 4 січня 2011 - Лейбл: Geffen - Формати: CD                                       | — [H]            | —                | —                | —                | —                | —                | —                | —                | —                | —                | 8 [I]            | - Велика Британія: Срібло |
| "—" означає, що альбом не потрапив до чарту        |                                                                                           |                  |                  |                  |                  |                  |                  |                  |                  |                  |                  |                  | |

### Альбоми-саундтреки
| Назва                                       | Інформація                                                                           | Позиції у чартах | Позиції у чартах | Позиції у чартах | Позиції у чартах | Позиції у чартах | Позиції у чартах | Позиції у чартах | Позиції у чартах | Позиції у чартах | Позиції у чартах | Позиції у чартах | Сертифікації                                                       |
| Назва                                       | Інформація                                                                           | США              | Австралія        | Австрія          | Канада           | Данія            | Німеччина        | Нідерланди       | Норвегія         | Нова Зеландія    | Швейцарія        | Велика Британія  | Сертифікації                                                       |
| ------------------------------------------- | ------------------------------------------------------------------------------------ | ---------------- | ---------------- | ---------------- | ---------------- | ---------------- | ---------------- | ---------------- | ---------------- | ---------------- | ---------------- | ---------------- | ------------------------------------------------------------------ |
| Chastity                                    | - Реліз: 20 червня 1969 - Лейбл: Atco - Формати: LP                                  | —                | —                | —                | —                | —                | —                | —                | —                | —                | —                | —                |                                                                    |
| Mermaids                                    | - Реліз: 13 листопада 1990 - Лейбл: Geffen - Формати: LP, CD                         | 65               | 53               | 29               | 35               | —                | 55               | —                | 11               | —                | —                | 6 [J]            | - Канада: Золото - Велика Британія: Срібло                         |
| Burlesque                                   | - Реліз: 19 листопада 2010 - Лейбл: RCA - Формати: CD, цифрове завантаження          | 18               | 2                | 5                | 16               | 38               | 12               | 78               | —                | 5                | 8                | 9 [J]            | - США: Золото - Австралія: Платина - Канада: Золото - UK: Silver   |
| Mamma Mia! Here We Go Again                 | - Реліз: 13 липня 2018 - Лейбл: Capitol, Polydor - Формати: CD, цифрове завантаження | 3                | 1                | 1                | 4                | 5                | 2                | 3                | 2                | 1                | 2                | 1                | - Данія: Золото - Нова Зеландія: Золото - Велика Британія: Платина |
| "—" означає, що альбом не потрапив до чарту |                                                                                      |                  |                  |                  |                  |                  |                  |                  |                  |                  |                  |                  |                                                                    |

### Концертні альбоми
| Назва                                       | Інформація                                                                         | Позиції у чартах | Позиції у чартах | Позиції у чартах | Позиції у чартах | Позиції у чартах | Позиції у чартах | Позиції у чартах | Позиції у чартах | Позиції у чартах | Позиції у чартах | Позиції у чартах | Сертифікації  |
| Назва                                       | Інформація                                                                         | США              | Австралія        | Австрія          | Бельгія          | Данія            | Франція          | Німеччина        | Нідерланди       | Шотландія        | Швейцарія        | Велика Британія  | Сертифікації  |
| ------------------------------------------- | ---------------------------------------------------------------------------------- | ---------------- | ---------------- | ---------------- | ---------------- | ---------------- | ---------------- | ---------------- | ---------------- | ---------------- | ---------------- | ---------------- | ------------- |
| VH1 Divas 1999                              | - Реліз: April 13, 1999 - Лейбл: VH1 - Формати: касета, CD                         | 90               | —                | 43               | —                | —                | 42               | 60               | 41               | —                | 14               | —                | - США: Золото |
| VH1 Divas Las Vegas                         | - Реліз: 22 жовтня 2002 - Лейбл: VH1 - Формати: CD                                 | 104              | —                | 59               | 50               | —                | 115              | —                | 93               | —                | 37               | —                |               |
| Live! The Farewell Tour[K]                  | - Реліз: August 26, 2003 - Лейбл: Warner Bros. - Формати: CD, цифрове завантаження | 40               | 43               | 29               | 82               | —                | —                | 50               | —                | 89               | 69               | 79               |               |
| "—" означає, що альбом не потрапив до чарту |                                                                                    |                  |                  |                  |                  |                  |                  |                  |                  |                  |                  |                  |               |

### Відеоальбоми
| Extravaganza: Live at the Mirage[L]              | - Реліз: 1992 - Лейбл: Sony BMG, EV Classics - Формати: VHS, Laserdisc, DVD | 3 | 23 | — | — | — | —  | —  | — | 13 | 7  | |
| Greatest Hits: The Video Collection[M]           | - Реліз: 1993 - Лейбл: Geffen Records - Формати: VHS, Laserdisc             | — | —  | — | — | — | —  | —  | — | —  | 33 | |
| Live in Concert                                  | - Реліз: 1999 - Лейбл: HBO Home Video - Формати: VHS, DVD                   | 6 | 7  | — | — | 2 | 20 | —  | — | 2  | 3  | - Аргентина: 2× Платина - Австралія: 2× Платина[C] - Бразилія: Платина - Велика Британія: Платина                                     |
| The Farewell Tour                                | - Реліз: 2003 - Лейбл: Image Entertainment - Формати: VHS, DVD              | 1 | 1  | 8 | 7 | 5 | 7  | 18 | 2 | 2  | 1  | - США: 3× Платина - Австралія: 8× Платина[C] - Німеччина: Золото - Нова Зеландія: Платина - Швеція: Золото - Велика Британія: Платина |
| The Very Best of Cher: The Video Hits Collection | - Реліз: 2004 - Лейбл: Warner Music Vision - Формати: VHS, DVD              | 3 | 4  | — | — | — | —  | 18 | — | 10 | 3  | - США: Платина - Австралія: Платина[C]                                                                                                |
| "—" означає, що альбом не потрапив до чарту      |                                                                             |   |    |   |   |   |    |    |   |    |    | |

### Інші альбоми
| Назва                                  | Інформація                                                            |
| -------------------------------------- | --------------------------------------------------------------------- |
| Two the Hard Way (як Allman and Woman) | - Реліз: Листопад, 1977 - Лейбл: Warner Bros. - Формати: LP           |
| Black Rose[N]                          | - Реліз: 21 серпня 1980 - Лейбл: Casablanca - Формати: LP, касета, CD |

Примітки↑ 
- A ↑  Зверніть увагу, що альбом  Gypsys, Tramps & Thieves  спочатку вийшов під назвою  Chér .[82] This is the reason why the Gold certification issued by RIAA in 1972 appears under Chér.
- B ↑  Зверніть увагу, що Платинова нагорода, отримана за альбом Cher 1987 року, є першою Платиновою нагородою Шер у співпраці з лейблом Geffen Records, а не з лейблом Kapp Records, що присутнє у базі даних RIAA. Помилка від RIAA не повинна вводити читачів в оману.[83]
- C ↑  Зверніть увагу, що деякі з більш ранніх австралійських сертифікацій не можна знайти в базі даних ARIA, оскільки вони охоплюють період з 1997 року дотепер; тому редактор зв'язався з командою ARIA по електронній пошті, щоб отримати всі доступні сертифікації для Шер, випущені за ці роки.
- D ↑  Not.com.mercial вийшов суто через Інтернет сайтами Cher.com і ArtistDirect.
- E ↑  Greatest Hits: 1965–1992 вийшов для ринків за межами Північної Америки і Канади.
- F ↑  If I Could Turn Back Time: Cher's Greatest Hits вийшов для американського ринку і був доступний тільки для імпорту в певні європейські країни.
- G ↑  The Greatest Hits вийшов за межами США.
- H ↑  Icon потрапив у чарти Billboard Top Album Sales і Catalog Album Sales, досягнувши 91 і 18 позицій відповідно.
- I ↑  Icon посів 8 позицію в рейтингу Official Budget Albums Top 50 чарту Official Charts Company, тому що він вийшов у Великій Британії за неповною ціною.
- J ↑  Позиції в чартах саундтреків до фільмів «Русалки» та «Бурлеск» взяті з британського чарту Official Compilations Top 100.
- K ↑  Live! The Farewell Tour вийшов обмеженим тиражем всього 200 000 копій.
- L ↑  Концерт Extravaganza: Live at the Mirage був спочатку вийшов у 1992 році і був перевиданий на DVD у 2005 році з бонусними піснями, які не ввійшли до версії для VHS.
- M ↑  Greatest Hits: The Video Collection вийшов тільки у Великій Британії і Бразилії для просування збірки Шер Greatest Hits: 1965-1992.
- N ↑  Black Rose був записаний з однойменим гуртом. 1999 року він був перевиданий німецьким лейблом Spectrum з ім'ям Шер на обкладинці.